# Ловозерски рејон
Ловозерски рејон (рус. Ловозерский район) административно-територијална је јединица другог нивоа и општински рејон смештен у централном и источном делу Мурманске области, односно на крајњем северозападу европског дела Руске Федерације.
Административни центар рејона је село Ловозеро у ком живи нешто мање од трећине укупне рејонске популације.
Према проценама националне статистичке службе Русије за 2016. на територији рејона је живело 10.931 становника, или у просеку око 0,26 ст/км². Ловозерски рејон је по површини највећа, а по густини насељености најмања административна јединица у Мурманској области.

## Географија
Ловозерски рејон смештен је у северном, источном и централном делу Мурманске области, односно њеног Кољског полуострва. Заузима територију површине 52.978 км², што чини нешто мање од трећине укупне површине области и више од половине од површине полуострва, и по том параметру убедљиво је највећа административна јединица у области. Рејон се на југу граничи са територијом Терског рејона, на западу су Кировски и Оленегорски градски округ, док је на северозападу граница са Кољским рејоном. Уз северну обалу територија Ловозерског рејона налази се енклава ЗАТО Островној. Ловозерски рејон излази на обале Белог мора на истоку и Баренцовог мора на северу. Беломорска обала се простире од границе са Терским рејоном до рта Свјатој Нос и позната је под називом Терска обала, док се део обале западно од тог рта назива Мурманском обалом. Уз Мурманску обалу налази се малени острвски архипелаг Седам острва, док се при ушћу Јоканге налази архипелаг од 8 мањих острва познат као Јоканшка острва.
У рељефу рејона издвајају се висока подручја на западу и знатно нижи и мочварнији терени на истоку. Северна Баренцова обала одликује се стрмим и стеновитим падинама, док је обала Белог мора знатно нижа и равнија. Највиши део рејона је брдско-планинско подручје Ловозерских тундри са максималним висинама до 1.150 метара, а које су смештене у западном делу рејона. У источном делу полуострва Кола налази се пространо брдско подручје Кејви са максималном висином до 400 метара. Најважнији водотоци су реке Поној (са 426 км најдужа река у области) и Јоканга које теку у смеру истока ка Белом мору, док су најважнији водотоци у баренцовом сливу Вороња и Харловка. ка Белом мору, али у смеру југа, тече и река Варзуга. Међу бројним језерима величином своје акваторије издвајају се Умбозеро (површине 422 км²), Ловозеро (око 200 км²), Јонозеро (94,4 км²), Чудзјавр (57,8 км²), Љавозеро (38,2 км²) и друга. Највеће вештачко језеро је Серебрјанско на реци Вороњи (556 км²).
Највећи део рејонске територије налази се у зони тундре, док је један део у границама Кандалакшког резервата биосфере.

## Историја
Ловозерски рејон као другостепена општинска јединица у границама Мурманског округа успостављен је 1927. године. Године 1931. додељен му је статус националног рејона насељеног искључиво припадницима лапонског народа, али му је тај статус убрзо укинут.

## Демографија и административна подела
Према подацима са пописа становништва из 2010. на територији рејона је живело укупно 11.820 становника, док је према процени из 2016. ту живело 10.931 становника, или у просеку око 0,26 ст/км². По броју становника Ловозерски рејон се налази на 16. месту у области, док је по густини насељености на убедљиво последњем месту.
| 1959. | 1970. | 1979. | 1989.  | 2002.  | 2010.  | 2016.   |
| ----- | ----- | ----- | ------ | ------ | ------ | ------- |
| ---   | ---   | ---   | 18.263 | 14.311 | 11.820 | 10.931* |

Напомена:* Према процени националне статистичке службе. 
Према подацима са пописа из 2010. на подручју рејона регистровано је укупно 5 насељених места, а једино насеље са статусом полуурбане заједнице (варош) има варошица Ревда која је уједно и највеће насеље у рејону са 7.800 становника. Административни центар рејона је село Ловозеро у ком живи 2.800 становника. Рејон је административно подељен на две другостепене општине, једну урбану и једну руралну.
Иако основу рејонске популације чине етнички Руси (око 72%), око 18% отпада на староседелачке Комијце и Лапонце.